# Kim Edwards
Kim Edwards (ur. 4 maja 1958 w Killeen) – amerykańska pisarka.

## Życiorys
Urodziła się w Killeen, w stanie Teksas na południu Stanów Zjednoczonych. Dorastała w regionie Finger Lakes, w stanie Nowy Jork. Ukończyła studia na Colgate University i University of Iowa, z zawodu jest literaturoznawcą i lingwistą. Jest również absolwentką Iowa Writer’s Workshop (University of Iowa). Prowadzi zajęcia na warsztatach literackich.
Twórczość literacką rozpoczęła od opowiadań, z których wiele zostało nagrodzonych. Córka opiekuna wspomnień (The Memory Keeper's Daughter) z 2005 była jej debiutem powieściowym, który przyniósł autorce międzynarodową sławę. Na prestiżowej liście bestsellerów dziennika „The New York Times” powieść znajdowała się przez 122 tygodnie, w tym 20 tygodni na pierwszym miejscu, a na całym świecie zostały sprzedane ponad 4 miliony egzemplarzy. W 2008 została zekranizowana pod tym samym tytułem jako film telewizyjny. Jej druga powieść, Jezioro marzeń (The Lake of Dreams), była również międzynarodowym bestsellerem. Ogółem jej książki zostały opublikowane w ponad 32 krajach.
Mieszka w Lexington, w stanie Kentucky.

## Nagrody
Zbiór krótkich opowiadań The Secrets of a Fire King znalazł się w finale PEN/Hemingway Award w 1998. Została wyróżniona dwoma prestiżowymi nagrodami literackimi: Whiting Award oraz Nelson Algren Award. Córka opiekuna wspomnień zdobyła nagrody: Barnes and Noble Discover Award, Kentucky Literary Award oraz British Book Award, została też wybrana książką roku przez dziennik „USA Today”. 

## Książki przełożone na język polski[3]
- 2007: Córka opiekuna wspomnień (tyt. oryg. The Memory Keeper's Daughter)
- 2008: Sekrety Króla Ognia (tyt. oryg. The Secrets of a Fire King), zbiór opowiadań
- 2012: Jezioro marzeń (tyt. oryg. The Lake of Dreams)